# Рабени, Серу
Рату Серу Рабени (англ. Ratu Seru Rabeni; 27 декабря 1978 — 15 марта 2016) — фиджийский регбист, известный по выступлениям на позиции центра и винга. Выступал за английские и французские клубы, а также за сборные Фиджи по регби-15 и по регби-7. За свою физическую мощь и опасные захваты, приводившие к травмам, получил прозвище «Рэмбо».

## Ранние годы
Рабени родился и вырос в провинции Буа. Учился в школе имени Рату Кадавулеву, регби занимался с детства. Во время обучения в Лаутокском педагогическом колледже впервые сыграл за провинцию Лаутока, а в 2000 году стал игроком столичного клуба «Сува». В 1998 году в составе сборной по регби-7 дебютировал на турнире в Дубае, а также сыграл дважды на турнире в Гонконге. Дебютную игру провёл 20 мая 2000 года в Токио против Японии в рамках Кубка Epson, но из-за травмы лодыжки пропустил остаток турнира. В 2001 году Рабени поступил в университет Отаго в Новой Зеландии, где учился три года. Он сыграл 7 матчей за команду региона Отаго в чемпионате провинций Новой Зеландии, а в 2003—2004 годах даже сыграл 11 матчей за клуб «Хайлендерс» из Супер 12.

## Выступления в Европе
В 2004 году Рабени был вызван в сборную тихоокеанских звёзд «Пасифик Айлендерс», после чего с ним заключил контракт английский клуб «Лестер Тайгерс». В первых своих 39 играх Рабени занёс 12 попыток и набрал 60 очков, а всего сыграл 63 матча за 5 сезонов и занёс 18 попыток (90 очков). Благодаря своей игре на флангах и в центре, а также боевому духу и способности поднять настроение в любой ситуации Рабени стал любимцем публики. По словам тренера «тигров» Джордана Мёрфи, Рабени на поле всегда кричал только о том, чтобы ему передали мяч, чем и заслужил славу в команде. Однако несколько раз Рабени получал травмы колена во время игр на «Уэлфорд Роуд», из-за чего пропустил целый сезон, а в апреле 2008 года за попытку выдавить глаз игроку «Сарацин» Энди Кирьяку получил 14-недельную дисквалификацию.
В 2009 году было объявлено о переходе Рабени в клуб «Глостер» на три года, но в августе сделка сорвалась после того, как Рабени не смог пройти медицинское обследование. В итоге Рабени перешёл в клуб «Лидс Карнеги». В 2010 году он перешёл во французскую команду «Стад Рошле», новичка Топ 14, а в сезоне 2012/2013 сыграл за «Стад Монтуа», который в итоге вышел в Топ 14.

## Карьера в сборной
В 2002 году Рабени был участником турне по Новой Зеландии в составе сборной Фиджи, а в том же году сыграл против Уэльса на стадионе «Миллениум» в Кардиффе. Он сыграл в том же году в Манчестере на Играх Содружества в составе сборной по регби-7 и стал серебряным призёром игр. В 2003 году его сборная участвовала в турне по Южной Америке, а в игре против Чили в Сантьяго он занёс попытку (победа 41:16). На чемпионате мира в Австралии он сыграл все четыре матча группового этапа, два из которых фиджийцы выиграли, а ещё два проиграли. Он играл на позиции центрового.
В 2004 году Рабени провёл три матча за сборную «Пасифик Айлендерс», занеся в игре против «Олл Блэкс» в Олбани попытку и проведя две реализации против ЮАР в Госфорде. Он участвовал во всех турне сборной в 2004, 2006 и 2008 годах, занеся три попытки и проведя 2 реализации (19 очков). В 2007 году на чемпионате мира во Франции он сыграл 5 матчей: четыре в групповом этапе и один в четвертьфинале против ЮАР. На турнире Рабени отметился тем, что в игре против Австралии в результате его захватов травмы получили Беррик Барнз и Скотт Стэнифорт. Сама же сборная Фиджи в решающей игре группового этапа нанесла поражение Уэльсу 38:34 и вышла впервые с 1987 года в четвертьфинал, а сам Рабени занёс только одну попытку в игре против Японии на старте группового этапа.
На чемпионат мира 2011 года Рабени не попал: в игре Кубка тихоокеанских наций против Японии за высокий захват он получил красную карточку, а японцы получили численный перевес в два человека (с поля уже был удалён Сиса Коямаиболе и в итоге победили 24:13. В связи с этим Рабени исключили из заявки на чемпионат мира в Новую Зеландию.

## Тренерская карьера
Летом 2013 года Рабени переехал в США, где стал помощником тренера студенческой команды «Линденвуд Лайонс» из Сент-Луиса. В сентябре 2014 года он переехал в Гонконг со своей женой Сьюзан Макдональд и дочерью Аями Рабени, где получил образование магистра в области спортивного маркетинга и делового управления, окончив дистанционно Университет Центрального Ланкашира. Он стал тренером клуба «Дискавери Бэй Пайретс», занимаясь с юношескими командами, а также возглавил клуб в первенстве страны. Он также должен был стать играющим тренером наравне с Крэйгом Хэммондом из клуба «Гонконг Скоттиш».
В сезоне 2014/2015 Рабени был играющим тренером первого и второго состава «Дискавери Бэй Пайретс». В марте 2015 года он сыграл в турнире по регби-10 за команду «Гонконг Скоттиш Экзайлс», выйдя в полуфинал Кубка. В сезоне 2015/2016 он был назначен спортивным директором клуба с перспективой возглавить национальную сборную Гонконга; в июне 2015 года он объявил, что хочет вернуться в сборную Фиджи и заработать место в заявке на чемпионат мира в Англии. Однако из-за финансовых проблем он вернулся в Гонконг с опозданием, что было связано с решением проблем по поводу транспорта на Фиджи. В марте 2016 года он собирался прилететь в Гонконг и выступить на тему грядущего Гонконгского этапа Мировой серии по регби-7.

## Смерть
Рабени скоропостижно скончался 15 марта 2016 года утром в своём доме в Наусори во время завтрака. Причиной стал сердечный приступ, вызванный вирусной кардиомиопатией. С декабря 2015 года Рабени жаловался на симптомы гриппа и сбивчивое дыхание, но предполагал, что это просто грипп. Именем Рабени назван детский сад, открытый в 2018 году: из собранных пожертвований шло финансирование строительства.